# Publicà
Els publicans (publicani en llatí plural) eren capitalistes i homes de negocis a l'antiga Roma.
L'Estat romà va començar aviat a cedir els impostos indirectes, despeses i operacions complicades als publicans que per una suma líquida prefixada, realitzaven l'administració pel seu propi compte. Aquest sistema probablement s'utilitzava per al cobrament de les antigues taxes portuàries (vectigàlia) d'Òstia que es cobraven sobre els béns exposats a la venda. (promercale), i sens dubte s'organitzava així el monopoli de la sal, que es va originar l'any 508 aC. A aquest sistema hi accedien els rics i els enriquits, que oferien seguretat a l'Estat. Els publicans van constituir una classe que amb el temps va ser bastant nombrosa.

Hispània Citerior

Els publicans o les seves associacions (collegium), van tenir el monopoli dels diners i del poder econòmic: la renda del sòl d'Itàlia, i del millor sòl de les províncies; la renda dels préstecs; els guanys comercials en tot el territori romà; i (quan ho tenien arrendat) la part corresponent de les rendes del Tresor públic. Alguns publicans van acumular capitals immensos, de fins a cent milions de sestercis, quan una fortuna senatorial mitjana era d'uns tres milions de sestercis, i la d'un cavaller mitjà de dos milions de sestercis.
Els mercaders italians eren milers en totes les províncies, però, com a excepció, en la Hispània Citerior i en l'Ulterior eren poc nombrosos.
L'explicació de l'existència d'aquesta classe d'intermediaris es troba en la incapacitat del govern romà, tal com estava constituït, per recaptar els tributs per si mateix. La ràpida successió de magistrats i l'absència de funcionaris permanents a Roma expliquen el fet de posar aquestes fonts de riquesa en mans dels publicans, cosa que perjudicava tant als petits propietaris com a l'estat. Abans de què es consolidessin els poders del senat i fossin reconeguts per tothom, no hi havia cap òrgan administratiu permanent a Roma, i quan es van establir els poders del senat, ja hi havia establert aquest sistema d'intermediaris.